# Víctor Barguilla
Víctor Barguilla (Logronyo, 1899 - Palència, 28 de maig de 1937) va ser un actor, metge i barber, mort a la guerra civil espanyola.
Veí de Barakaldo des de principi dels anys 20, es guanyava la vida com a barber. Amb molts interessos culturals, va aprendre la llengua auxiliar internacional esperanto en un grup local i es va llicenciar com a metge practicant a la Universitat de Valladolid. El 1922 va fundar el grup de teatre Camino del Arte i el 1928 el Grupo Borrás. Com a actor, és conegut per haver interpretat 'Don Timoteo' a El mayorazgo de Basterretxe, l'únic film mut de llarga durada de producció basca, dirigit per Mauro Azkona el 1928. A anys 30 va exercir com a metge practicant a diverses localitats de la província de Burgos, com ara Criales de Losa, La Horra i Villamuriel de Cerrato. En aquest darrer poble hi va fundar una escola per a adults. Quan va començar la guerra civil, la seva família va ser denunciada per rojos. El seu fill Manuel i ell van ser arrestats i portats a la presó Model de Palència. Van ser condemnats a mort per republicans. Víctor Barquilla va ser afusellat, mentre el seu fill va sobreviure. Les seves restes descansen al parc de la Carcavilla de Palència, antic cementiri de la ciutat, en una fossa sense determinar.